# THEG
THEG (англ. Theg spermatid protein) – білок, який кодується однойменним геном, розташованим у людей на короткому плечі 19-ї хромосоми. Довжина поліпептидного ланцюга білка становить 379 амінокислот, а молекулярна маса — 43 444.
| 10         |  | 20         |  | 30         |  | 40         |  | 50         |
| ---------- |  | ---------- |  | ---------- |  | ---------- |  | ---------- |
| MGDSRRRSLG |  | NQPSSEAAGR |  | SEREQDGDPR |  | GLQSSVYESR |  | RVTDPERQDL |
| DNAELGPEDP |  | EEELPPEEVA |  | GEEFPETLDP |  | KEALSELERV |  | LDKDLEEDIP |
| EISRLSISQK |  | LPSTTMTKAR |  | KRRRRRRLME |  | LAEPKINWQV |  | LKDRKGRCGK |
| GYAWISPCKM |  | SLHFCLCWPS |  | VYWTERFLED |  | TTLTITVPAV |  | SRRVEELSRP |
| KRFYLEYYNN |  | NRTTPVWPIP |  | RSSLEYRASS |  | RLKELAAPKI |  | RDNFWSMPMS |
| EVSQVSRAAQ |  | MAVPSSRILQ |  | LSKPKAPATL |  | LEEWDPVPKP |  | KPHVSDHNRL |
| LHLARPKAQS |  | DKCVPDRDPR |  | WEVLDVTKKV |  | VASPRIISLA |  | KPKVRKGLNE |
| GYDRRPLASM |  | SLPPPKASPE |  | KCDQPRPGL  |  |            |  |            |

A: Аланін

C: Цистеїн

D: Аспарагінова кислота

E: Глутамінова кислота

F: Фенілаланін

G: Гліцин

H: Гістидин

I: Ізолейцин

K: Лізин

L: Лейцин

M: Метіонін

N: Аспарагін

P: Пролін

Q: Глутамін

R: Аргінін

S: Серин

T: Треонін

V: Валін

W: Триптофан

Кодований геном білок за функціями належить до білків розвитку, фосфопротеїнів. 
Задіяний у таких біологічних процесах, як диференціація клітин, сперматогенез, альтернативний сплайсинг. 
Локалізований у ядрі.